# Crevette ésope
Pandalus montagui
Espèce
Pandalus montagui, la crevette ésope, crevette rouge ou crevette striée, est une espèce de crustacés décapodes.